# Wil Derkse
Wil Derkse (Nijmegen, 28 juli 1952) is een Nederlandse filosoof. Hij is directeur van Gastenhuis Kasteel Slangenburg en werkzaam als docent bij de Avicenna Academie voor Leiderschap en TIAS Nimbas  van Tilburg University.

## Levensloop
Hij is geboren als zoon van een slager. Hij studeerde scheikunde en filosofie. Derkse was leraar scheikunde aan het Jeroen Bosch College in Den Bosch in de periode dat Cornelis Verhoeven daar klassieke talen doceerde. Derkse is muziekliefhebber en speelt klavecimbel met een voorliefde voor Bach.
In de jaren negentig doceerde hij wijsbegeerte aan het Sint-Janscentrum in Den Bosch, de priesteropleiding van het bisdom Den Bosch. Tussendoor werkte hij als buitenpromovendus aan een filosofisch proefschrift. In 1993 promoveerde hij op On Simplicity and Elegance. An Essay in Intellectual History aan de Universiteit van Amsterdam, waarbij Cornelis Verhoeven zijn promotor was.
In 1994 werd hij aan de TU Eindhoven benoemd tot bijzonder hoogleraar wijsbegeerte in relatie tot de christelijke levensbeschouwing vanwege de Radboudstichting. Derkse was tevens, tot 2001, wetenschappelijk directeur van de Radboudstichting. In 2001 keerde Derkse naar zijn geboortestad Nijmegen terug, waar hij aan de Radboud Universiteit Nijmegen tot directeur en hoogleraar van het Soeterbeeckprogramma voor wetenschap, samenleving en levensbeschouwing werd benoemd. Als directeur van het Soeterbeeckprogramma werd hij in maart 2010 opgevolgd door Elianne Keulemans. Hij bleef wel werkzaam als hoogleraar. Van 2011 tot 2015 was Derkse bijzonder hoogleraar wijsbegeerte namens de Stichting Thomas More aan de Open Universiteit.
Derkse, die gehuwd is en vader, is als oblaat of lekenlid verbonden aan de benedictijnse Willibrordsabdij in Doetinchem. Dat resulteerde in het succesboek Een levensregel voor beginners - Benedictijnse spiritualiteit voor het dagelijkse leven, dat meer dan 25 maal herdrukt werd.

## Publicaties
- On Simplicity and Elegance. An Essay in Intellectual History (proefschrift, 1993)
- Duurzame ontwikkeling? Reflecties rond een missie (oratie TUE, 19 mei 1995 - online)
- Een levensregel voor beginners – Benedictijnse spiritualiteit voor het dagelijks leven (Lannoo, 2000). Samenvatting.
- In Quest of Humanity in a Globalising World (als coauteur en redacteur, Damon 2000)
- De universiteit als dienstbare gemeenschap. Een reflectie op het snijvlak van wetenschap, samenleving en levensbeschouwing (oratie KUN, 18 september 2002 online)
- Verhoeven - Kopstukken filosofie (Lemniscaat Publishers, 2005)
- Gezegend leven - Benedictijnse richtlijnen voor wie naar goede dagen verlangt (Lannoo, 2007)
- 'Thomas More groet zijn hele school'. Een schets van een veelzijdig man (Damon, maart 2010)
- Over vriendschap (Lannoo, mei 2010)
- Van kennis naar verstandigheid en betrokken toewijding. Over wijsbegeerte, levensbeschouwing en academische vorming (oratie OU, 11 november 2011 - online)
- 'Macht en hebzucht, of toegewijde generositeit? Het leiderschap van Machiavelli, Rand en Benedictus', in: Dood of wederopstanding? Over het christelijke in de Nederlandse politiek, p. 48-55, (Christen Democratische Verkenningen, Herfst 2012, Boom Tijdschriften)

## Nevenfuncties
- directeur Soeterbeeck Programma
- lid Raad van Toezicht van Fontys Hogescholen
- docent Hovo onderwijs

- Bibliothèque nationale de France: cb16130661n (data)
- Digitale Bibliotheek voor de Nederlandse Letteren: derk013
- Gemeinsame Normdatei: 139090797
- International Standard Name Identifier: 0000 0001 1179 7869
- Library of Congress Control Number: n94006882
- Nationale Bibliotheek van Israël: 987007412881505171
- Nederlandse Thesaurus van Auteursnamen: 085064475
- Système universitaire de documentation: 074024019
- Virtual International Authority File: 162656221
- WorldCat: E39PBJc3FWBGhCtgJB4tCXFYfq